# The Voice of Frank Sinatra
| Recensione | Giudizio |
| ---------- | -------- |
| AllMusic   | [ 2 ]    |

The Voice of Frank Sinatra è il primo album in studio del crooner statunitense Frank Sinatra, pubblicato nel 1946 dalla Columbia Records.

## Il disco
Il trentenne Sinatra era finalmente riuscito ad abbandonare il gruppo di Tommy Dorsey ed aveva firmato un contratto da solista per un'etichetta discografica. Le canzoni di quest'album d'esordio erano state pubblicate nel 1946 in quattro 78 giri, e nel 1948 furono raccolte su 10 pollici; il disco arrivò al primo posto della Billboard 200 e vi rimase per sette settimane.
Con The Voice Sinatra inaugurò un particolare stile nella realizzazione di un album: il concept. Fino ad allora, infatti, gli artisti si erano limitati o a mescolare insieme grandi successi in modo del tutto casuale, o a concentrarsi su un compositore e registrare solo le canzoni di quel detto compositore: ne sono un esempio Ella Fitzgerald e il suo Ella Fitzgerald Sings the George and Ira Gershwin Songbook. Invece in The Voice notiamo che le uniche cose che i brani hanno in comune sono l'atmosfera, la strumentazione e gli arrangiamenti di Axel Stordahl.
L'album fu registrato in due riprese: il 30 luglio e il 7 dicembre 1945. Stordahl usò un quartetto d'archi e una sezione ritmica di altri quattro elementi.
Sinatra registrò ancora la maggior parte di queste canzoni nel corso della sua carriera.

## Disco 1
Lato A (36918)
1. You Got to My Head – 3:00 (Haven Gillespie, John Frederick Coots) – Registrato il 30 luglio 1945 a Hollywood, California

Lato B (36918)
1. I Don't Know Why (I Just Do) – 2:47 (Roy Turk, Fred Emil Ahlert) – Registrato il 30 luglio 1945 a Hollywood, California

## Disco 2
Lato A (36919)
1. These Foolish Things (Remind Me of You) – 3:08 (Holt Marvelle, Jack Strackey, Harry Link) – Registrato il 30 luglio 1945 a Hollywood, California

Lato B (36919)
1. (I Don't Stand) A Ghost of Chance (With You) – 3:11 (Bing Crosby, Ned Washington, Victor Young) – Registrato il 7 dicembre 1945 a New York City, New York

## Disco 3
Lato A (36920)
1. Why Shouldn't I? – 2:52 (Cole Porter) – Registrato il 7 dicembre 1945 a New York City, New York

Lato B (36920)
1. Try a Little Tenderness – 3:09 (Harry Woods, Jimmy Campbell, Reg Connelly) – Registrato il 7 dicembre 1945 a New York City, New York

## Disco 4
Lato A (36921)
1. Someone to Watch Over Me – 3:20 (Ira Gershwin, George Gershwin) – Registrato il 30 luglio 1945 a Hollywood, California

Lato B (36921)
1. Paradise – 2:38 (Gordon Clifford, Nacio Herb Brown) – Registrato il 7 dicembre 1945 a New York City, New York

### LP (The Voice of Frank Sinatra- Columbia Records, CL 6001)
Lato A
1. You Go to My Head – 3:00 (Haven Gillespie, J. Fred Coots)
2. Someone to Watch Over Me – 3:18 (Ira Gershwin, George Gershwin)
3. These Foolish Things (Remind Me of You) – 3:08 (Holt Marvelle, Jack Strackey, Harry Link)
4. Why Shouldn't I? – 2:53 (Cole Porter)

Lato B
1. I Don't Know Why (I Just Do) – 2:46 (Roy Turk, Fred Emil Ahlert)
2. Try a Little Tenderness – 3:08 (Harry Woods, Jimmy Campbell, Reg Connelly)
3. (I Don't Stand) A Ghost of Chance (With You) – 3:11 (Bing Crosby, Ned Washington, Victor Young)
4. Paradise – 2:37 (Gordon Clifford, Nacio Herb Brown)

### CD
Edizione CD del 2003, pubblicato dalla Columbia/Legacy Records (507879 2)
1. You Go to My Head – 3:00 (Haven Gillespie, J. Fred Coots)
2. Someone to Watch Over Me – 3:18 (Ira Gershwin, George Gershwin)
3. These Foolish Things (Remind Me of You) – 3:08 (Holt Marvelle, Jack Strackey, Harry Link)
4. Why Shouldn't I? – 2:53 (Cole Porter)
5. I Don't Know Why (I Just Do) – 2:46 (Roy Turk, Fred Emil Ahlert)
6. Try a Little Tenderness – 3:08 (Harry Woods, Jimmy Campbell, Reg Connelly)
7. (I Don't Stand) A Ghost of Chance – 3:11 (Bing Crosby, Ned Washington, Victor Young)
8. Paradise – 2:37 (Gordon Clifford, Nacio Herb Brown)
9. Mam'selle (Traccia bonus - Alternate Take, brano inedito) – 3:26 (Edmund Goulding, Mack Gordon) – Registrato l'11 marzo 1947 a Hollywood, California
10. That Old Feeling (Traccia bonus - Alternate Take) – 3:19 (Lew Brown, Sammy Fain) – Registrato l'11 agosto 1947 a Hollywood, California
11. If I Had You (Traccia bonus - Alternate Take, brano inedito) – 3:01 (Ted Shapiro, Reg Connelly, Jimmy Campbell) – Registrato l'11 agosto 1947 a Hollywood, California
12. The Nearness of You (Traccia bonus - Alternate Take) – 2:41 (Hoagy Carmichael, Ned Washington) – Registrato l'11 agosto 1947 a Hollywood, California
13. Spring Is Here (Traccia bonus - Alternate Take, brano inedito) – 2:42 (Lorenz Hart, Richard Rodgers) – Registrato il 31 ottobre 1947 a New York City, New York
14. Fools Rush In (Where Angels Fear to Tread) (Traccia bonus) – 3:01 (Rube Bloom, Johnny Mercer) – Registrato il 31 ottobre 1947 a New York City, New York
15. When You Awake (Traccia bonus - Alternate Take) – 3:07 (Henry Nemo) – Registrato il 5 novembre 1947 a New York City, New York
16. It Never Entered My Mind (Traccia bonus - Alternate Take) – 3:09 (Lorenz Hart, Richard Rodgers) – Registrato il 5 novembre 1947 a New York City, New York
17. Always (Traccia bonus - Alternate Take) – 2:55 (Irving Berlin) – Registrato il 9 gennaio 1947 a Hollywood, California
18. (I Don't Stand) A Ghost of a Chance (Traccia bonus - Alternate Take, brano inedito) – 3:32 (Bing Crosby, Ned Washington, Victor Young) – Registrato il 7 dicembre 1945 a New York City, New York

## Musicisti
You Got to My Head / I Don't Know Why (I Just Do) / These Foolish Things (Remind Me of You) / Someone to Watch Over Me
- Frank Sinatra - voce
- Axel Stordhal - conduttore orchestra, arrangiamenti
- Jack Mayhew - flauto
- Mark McIntyre - piano
- George Van Eps - chitarra
- John Ryan - contrabbasso
- Ray Hagan - batteria
- David Frisina - violino
- Mischa Russell - violino
- Sam Freed - viola
- Fred Goerner - violoncello

(I Don't Stand) A Ghost of Chance (With You) / Why Shouldn't I? / Try a Little Tenderness / Paradise
- Frank Sinatra - voce
- Axel Stordhal - conduttore orchestra, arrangiamenti
- Mitch Miller - oboe
- Bill Clifton - piano
- Matty Golizio - chitarra
- Frank Siravo - contrabbasso
- Nat Polen - batteria
- Raoul Polikian - violino
- Leonard Posner - violino
- Sidney Brecher - viola
- Anthony Sophos - violoncello

Mam'selle
- Frank Sinatra - voce
- Axel Stordhal - conduttore orchestra, arrangiamenti
- Heine Beau - sassofono
- Fred Dornbach - sassofono
- Herbert Haymer - sassofono
- Jules Kinsler - sassofono
- Fred Stulce - sassofono
- Ray Linn - tromba
- Leonard March - tromba
- Rubin Zeke Zarchy - tromba
- Dave Hallett - trombone
- George Jenkins - trombone
- Pullman Pederson - trombone
- Vincent DeRosa - corno francese
- Allan Reuss - chitarra
- Philip Stephens - contrabbasso
- Mark McIntyre - celesta
- May Hogan Cambern - arpa
- Ray Hagan - batteria
- Harry Bluestone - violino
- Werner Callies - violino
- Samuel Cytron - violino
- Peter Ellis - violino
- Samuel Freed Jr. - violino
- Gerald Joyce - violino
- George Kast - violino
- Morris King - violino
- Nick Pisani - violino
- Mischa Russell - violino
- Olcott Vail - violino
- Gerald Vinci - violino
- William Hymanson - viola
- Maurice Perlmutter - viola
- William Spear - viola
- Cy Bernard - violoncello
- Fred Goerner - violoncello
- John Sewell - violoncello
- The Pied Pipers (gruppo vocale) - cori

That Old Feeling / If I Had You / The Nearness of You
- Frank Sinatra - voce
- Axel Stordhal - conduttore orchestra, arrangiamenti
- Mark McIntyre - piano, celesta
- Rubin Zeke Zarchy - tromba (brano: The Nearness of You)
- Jules Kinsler - flauto, sassofono (brano: The Nearness of You)
- Heine Beau - sassofono (brano: The Nearness of You)
- Herbert Heymer - sassofono (brano: The Nearness of You)
- Allan Reuss - chitarra
- Philip Stephens - contrabbasso
- Ray Hagan - batteria
- Mischa Russell - violino
- Felix Slatkin - violino
- David Sterkin - viola
- Fred Goerner - violoncello

Spring Is Here / Fools Rush In (Where Angels Fear to Tread) / When You Awake / It Never Entered My Mind
- Frank Sinatra - voce
- Axel Stordhal - conduttore orchestra, arrangiamenti
- John Guarnieri - piano, celesta
- Matty Golizio - chitarra
- Mitch Miller - oboe
- Herman Trigger Alpert - contrabbasso
- Johnny Blowers - batteria
- Raoul Polikian - violino
- Zelly Smirnoff - violino
- Harold Colletta - viola
- George Ricci - violoncello

Always
- Frank Sinatra - voce
- Axel Stordhal - conduttore orchestra, arrangiamenti
- Mark McIntyre - piano
- Allan Reuss - chitarra
- May Hogan Cambern - arpa
- John H. Ryan - contrabbasso
- Ray Hagan - batteria
- Alex Beller - violino
- Harry Bluestone - violino
- Samuel Cytron - violino
- David Jeselson - violino
- Gerald Joyce - violino
- George Kast - violino
- Morris King - violino
- Nick Pisani - violino
- Gene Powers - violino
- Mischa Russell - violino
- Felix Slatkin - violino
- Oreste Tomasso - violino
- William Hymanson - viola
- William Spear - viola
- David Sterkin - viola
- Cy Bernard - violoncello
- Fred Goerner - violoncello
- Jack Sewell - violoncello

Note aggiuntive
- Bill Richards - produttore (brani: You Got to My Head / I Don't Know Why (I Just Do) / These Foolish Things (Remind Me of You) / Someone to Watch Over Me / Mam'selle / That Old Feeling / If I Had You / The Nearness of You / Always)
- Manie Sacks - produttore (brani: (I Don't Stand) A Ghost of Chance (With You) / Why Shouldn't I? / Try a Little Tenderness / Paradise / Spring Is Here / Fools Rush In (Where Angels Fear to Tread) / When You Awake / It Never Entered My Mind)
- Brani: You Got to My Head / I Don't Know Why (I Just Do) / These Foolish Things (Remind Me of You) / Someone to Watch Over Me / Mam'selle / That Old Feeling / If I Had You / The Nearness of You / Always, registrati al CBS Vine Street Studio di Hollywood, California
- Brani: (I Don't Stand) A Ghost of Chance (With You) / Why Shouldn't I? / Try a Little Tenderness / Paradise / Spring Is Here / Fools Rush In (Where Angels Fear to Tread) / When You Awake / It Never Entered My Mind, registrati al Liederkranz Hall di New York City, New York
- Didier C. Deutsch, Charles L. Granata e Andreas Meyer - produttori riedizione su CD[3]